# Кастельново-не-Монті
Кастельново-не-Монті (італ. Castelnovo ne' Monti) — муніципалітет в Італії, у регіоні Емілія-Романья, провінція Реджо-Емілія.
Кастельново-не-Монті розташоване на відстані близько 330 км на північний захід від Рима, 75 км на захід від Болоньї, 35 км на південний захід від Реджо-нелль-Емілії.
Населення — 10 566 осіб (2014).
Щорічний фестиваль відбувається 12 травня. Покровитель — San Pancrazio.

## Демографія
Населення за роками:

Станом на 1 січня 2023 року в муніципалітеті офіційно проживали 1032 іноземці з 52 країн, серед них 119 громадян країн Євросоюзу та 81 громадянин України.

## Уродженці
- Марко Сільвестрі (*1991) — італійський футболіст, воротар.
- Паоло Монеллі (*1963) — італійський футболіст, нападник, згодом — футбольний тренер.

## Сусідні муніципалітети
- Бузана
- Карпінеті
- Казіна
- Каносса
- Рамізето
- Ветто
- Вілла-Міноццо